# Onthophagus damaki
Onthophagus damaki là một loài bọ cánh cứng trong họ Bọ hung (Scarabaeidae).